# Athyrium delicatulum
Athyrium delicatulum är en majbräkenväxtart som beskrevs av Ren-Chang Ching och S. K. Wu. Athyrium delicatulum ingår i släktet Athyrium och familjen Athyriaceae. Inga underarter finns listade.